# 3867 Shiretoko
3867 Shiretoko је астероид главног астероидног појаса чија средња удаљеност од Сунца износи 2,350 астрономских јединица (АЈ).
Апсолутна магнитуда астероида је 13,2.